# ماکسیم چرنودوب
ماکسیم چرنودوب (انگلیسی: Maxim Chernodub؛ زاده ۷ ژوئن ۱۹۷۳) یک دانشمند در زمینه فیزیک ذرات، و پلاسمای کوارک گلوئون اهل اوکراین است.